# 27383 Braebenedict
27383 Braebenedict este un asteroid din centura principală de asteroizi.

## Descriere
27383 Braebenedict este un asteroid din centura principală de asteroizi. A fost descoperit pe 5 martie 2000 la Socorro, New Mexico, în cadrul proiectului LINEAR. Asteroidul prezintă o orbită caracterizată de o semiaxă mare de 2,37 ua, o excentricitate de 0,07 și o înclinație de 7,0° în raport cu ecliptica.